# Apeadeiro de Vila Fernando
O apeadeiro de Vila Fernando (nome anteriormente grafado como "Villa"), é uma interface da Linha da Beira Alta, que serve a localidade de Vila Fernando, no Distrito da Guarda, em Portugal.

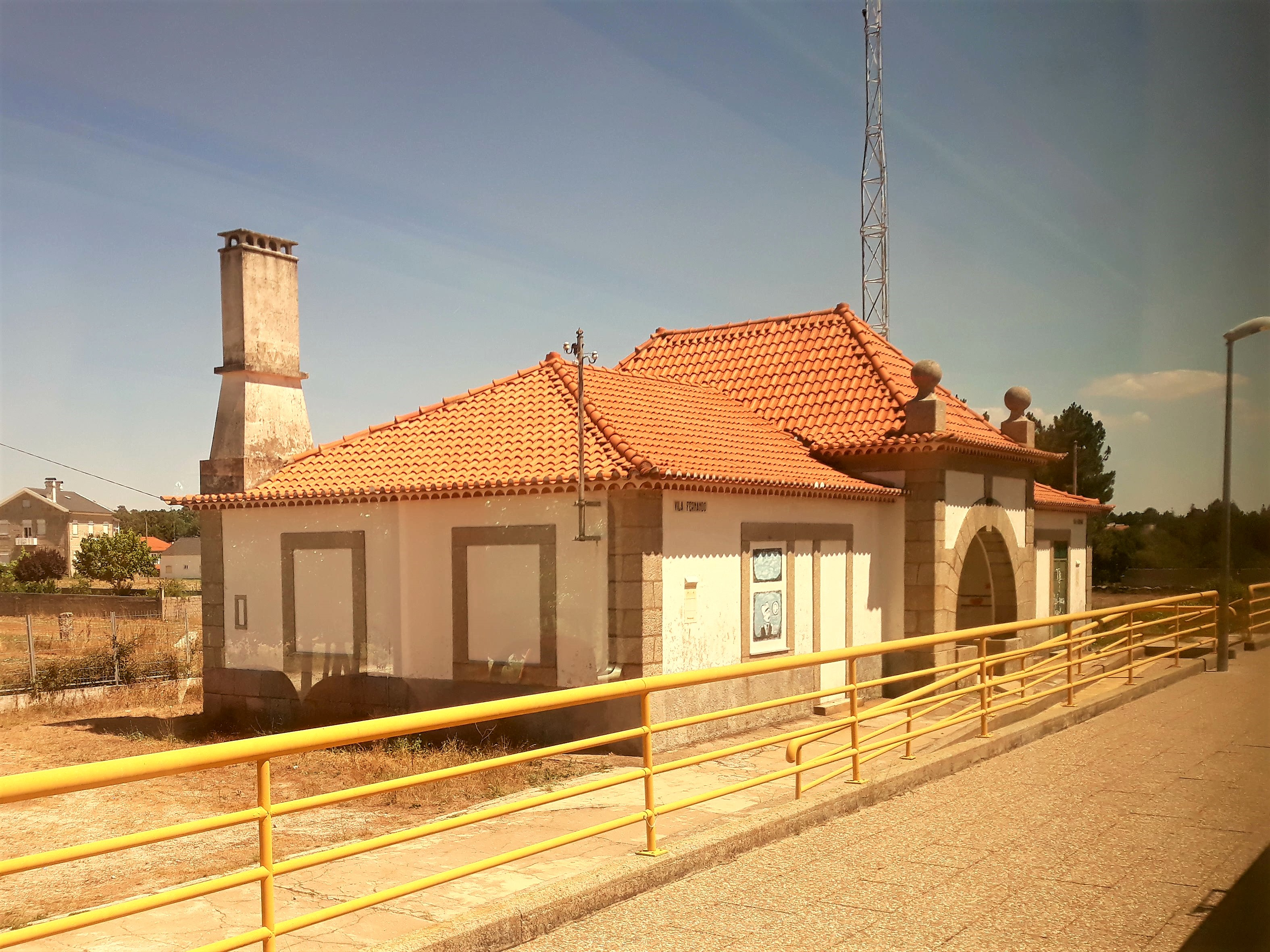
O apeadeiro em 2018.

## Descrição

### Localização e acessos
Este apeadeiro tem acesso pela Rua do Cais da localidade ferroviária de Vila Fernando (Gare), situada a nordeste da localidade nominal, na margem oposta do Rio Noéme, distante menos de um quilómetro.

### Infraestrutura
Como apeadeiro numa linha de via única, esta interface tem uma só plataforma, com 83 m de comprimento e 695 mm de altura, situada, junto com o edifício de passageiros, do lado norte da via (lado esquerdo do sentido ascendente, para Vilar Formoso).

### Serviços
Por motivos do obras em toda a Linha da Beira Alta em 2022-2024, o serviço de passageiros a este interface é assegurado por via rodovária, com duas circulações diárias em cada sentido entre Guarda e Vilar Formoso.

## História
A Linha da Beira Alta entrou ao serviço, de forma provisória, em 1 de Julho de 1882, tendo a linha sido definitivamente inaugurada em 3 de Agosto do mesmo ano, pela Companhia dos Caminhos de Ferro Portugueses da Beira Alta, Vila Fernando constava já do elenco original de interfaces da linha, com a classificação de apeadeiro.
Em 1905, as autarquias da Guarda e do Sabugal requisitaram à administração da Companhia da Beira Alta que este apeadeiro fosse elevado a estação de terceira classe. No entanto, em 1913 mantinha ainda a classificação de apeadeiro.
Em finais de 1915, a Companhia da Beira Alta pediu ao governo a construção de uma estrada desta esta gare até Aldão. Em 1939, a Companhia construiu duas guaritas para os agulheiros e fez grandes obras de reparação no cais fechado. Um diploma publicado no Diário do Governo n.º 167, II Série, de 21 de Julho de 1949, aprovou o processo de expropriação de quatro parcelas de terreno à direita da Linha da Beira Alta, entre o PK 216+922,16 e o PK 217+011,80, para a ampliação da estação.

Nos horários de 1984, ainda surge com a classificação de estação, assim como do mapa oficial de 1988; em 2011 surge porém de novo como apeadeiro na documentação oficial.